# Агаповский район
Ага́повский райо́н — административно-территориальная единица (район) и муниципальное образование (муниципальный район) в Челябинской области России.
Административный центр: село Агаповка.

## География

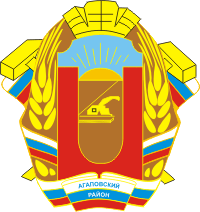
Герб (1998)

Район расположен на юго-западе Челябинской области, в окрестностях города Магнитогорска. На севере граничит с Верхнеуральским районом, на северо-востоке и востоке с Нагайбакским и Карталинским районами, на юге с Кизильским районом, на западе с Магнитогорским городским округом и Абзелиловским районом Республики Башкортостан. Площадь 2 603,6 км², сельскохозяйственные угодья занимают 232,4 тыс. га.
Район расположен большей частью в степной, частично в лесостепной зонах. Рельеф: всхолмлённая равнина. По территории района протекают реки Урал, Гумбейка, Зингейка, Сухая, Ржавчик, Янгелька. Расположено два крупных водохранилища: Верхнеуральское и Магнитогорское.

### Климат
Среднегодовое количество осадков составляет не более 350 мм. Средние температуры января: −17 °C (абсолютный минимум −46 °C), июля: 19 °C (абсолютный максимум 39 °C). Преобладающие направления ветра в январе: южное, в июле: северо-западное. Растительный покров: дерновинно-злаковые степи, в северной части луговые степи. Животный мир представлен типичными представителями степной и лесостепной фауны.

### Полезные ископаемые
Территория района обладает значительными запасами природных ресурсов. Так, на территории Магнитного сельского поселения разведаны запасы нерудных материалов (вермокулит, красная глина, песок, щебень). Недра поселения богаты золотом, никелем, кобальтом, железной рудой.
На территории Черниговского сельского поселения разведаны запасы нерудных материалов (красная глина, песок, щебень). Кроме того, территория характеризуется наличием источников столовой и лечебной минеральной воды, которая показана при лечении болезней органов пищеварения, эндокринной и мочеполовой систем.
На территории Жёлтинского сельского поселения ведётся разработка месторождения гранита.
На территории Буранного сельского поселения ведётся добыча гранодиорита
Территории Приморского, Янгельского и Буранного сельских поселений богаты нерудными ископаемыми: огнеупорной глиной и щебнем.

## Население
| \| 2002[5] \| 2005[6] \| 2006[6] \| 2007[6] \| 2008[6] \| 2009[7] \| 2010[8] \| \| -------- \| -------- \| -------- \| -------- \| -------- \| -------- \| -------- \| \| 37 816 \| ↘34 399 \| ↗34 442 \| ↗34 716 \| ↗34 893 \| ↗35 238 \| ↘34 779 \| \| 2011[9] \| 2012[10] \| 2013[11] \| 2014[12] \| 2015[13] \| 2016[14] \| 2017[15] \| \| ↗34 806 \| ↘34 590 \| ↘34 413 \| ↘33 917 \| ↘33 386 \| ↘33 372 \| ↘33 319 \| \| 2018[16] \| 2019[17] \| 2020[18] \| 2021[19] \| 2023[4] \| \| \| \| ↘33 254 \| ↘33 178 \| ↘32 944 \| ↘32 174 \| ↘31 815 \| \| \| 10 000 20 000 30 000 40 000 2007 2012 2017 2023 |         |         |         |         |         |         |
| 2002 | 2005    | 2006    | 2007    | 2008    | 2009    | 2010    |
| 37 816 | ↘34 399 | ↗34 442 | ↗34 716 | ↗34 893 | ↗35 238 | ↘34 779 |
| 2011 | 2012    | 2013    | 2014    | 2015    | 2016    | 2017    |
| ↗34 806 | ↘34 590 | ↘34 413 | ↘33 917 | ↘33 386 | ↘33 372 | ↘33 319 |
| 2018 | 2019    | 2020    | 2021    | 2023    |         |         |
| ↘33 254 | ↘33 178 | ↘32 944 | ↘32 174 | ↘31 815 |         |         |

### Национальный состав
В районе проживают русские, татары, башкиры, казахи, украинцы, мордва (эрзя) и другие. Преимущественно башкирский населённый пункт: посёлок Утарка. Преимущественно татарский населённый пункт: посёлок Аблязово.

## История
Заселение территории нынешнего Агаповского района людьми началось в глубокой древности. Наиболее значимыми археологическими памятниками являются стоянка каменного века «Агаповка-1», могильники «Агаповский-2», «Агаповские горы-4», «Агаповские курганы» и др. Всего на территории района обнаружено около 150 курганов различных эпох.
Старейшими населёнными пунктами дошедших до наших дней являются с. Верхнекизильское и п. Янгельский, основанные в 1743 году в качестве укрепления казачьих редутов Верхнеуральской дистанции пограничной линии. Большая часть других населённых пунктов появилась в конце XIX — начале XX вв. в ходе столыпинской реформы и расселения казаков на новые земли. Среди них, с. Агаповка, п. Черноотрог, п. Воздвиженка и др. Часть посёлков основано во время строительства Магнитогорска: Гумбейский, Приморский, Желтинский, Харьковский и др.
В годы советской власти неоднократно менялись границы административно-территориальных единиц. Окончательно район утвердился в своих границах 18 января 1935 года, когда постановлением ВЦИК в Челябинской области было утверждена сеть из 64 районов. В части, относящейся к образованию Агаповского района, отмечено: «В составе Магнитогорского округа выделить присоединённую к Магнитогорскому горсовету сельскохозяйственную территорию в самостоятельный Агаповский район с центром в п. Магнитном» (ныне посёлок Старая Магнитка (станица Магнитная) в составе г. Магнитогорска). 19 апреля 1937 года президиум Челябинского облисполкома утвердил мероприятия областной комиссии о переносе районного центра в п. Агаповка, окончательно органы власти переехали лишь в 1940 году.
12 октября 1959 года Агаповский район был упразднён, а его территория разделена между Кизильским районом и административной территорией Магнитогорского горсовета. 22 августа 1961 года район был восстановлен.

## Административно-территориальное деление
Агаповский район как административно-территориальная единица области делится на 10 сельсоветов. Агаповский муниципальный район, в рамках организации местного самоуправления, включает соответственно 10 муниципальных образований со статусом сельских поселений:
| №  | Муниципальное образование        | Административный центр | Количество населённых пунктов | Население (чел.) | Площадь (км²) |
| -- | -------------------------------- | ---------------------- | ----------------------------- | ---------------- | ------------- |
| 1  | Агаповское сельское поселение    | село Агаповка          | 3                             | ↗7906            | 178,29        |
| 2  | Буранное сельское поселение      | посёлок Буранный       | 10                            | ↘6158            | 332,34        |
| 3  | Жёлтинское сельское поселение    | посёлок Жёлтинский     | 2                             | ↘1518            | 103,71        |
| 4  | Магнитное сельское поселение     | посёлок Магнитный      | 6                             | ↘2925            | 413,88        |
| 5  | Наровчатское сельское поселение  | посёлок Наровчатка     | 2                             | →2087            | 122,03        |
| 6  | Первомайское сельское поселение  | посёлок Первомайский   | 5                             | ↘2965            | 247,01        |
| 7  | Приморское сельское поселение    | посёлок Приморский     | 3                             | ↘3713            | 263,04        |
| 8  | Светлогорское сельское поселение | посёлок Светлогорск    | 9                             | ↘1996            | 509,49        |
| 9  | Черниговское сельское поселение  | посёлок Черниговский   | 4                             | ↘905             | 212,39        |
| 10 | Янгельское сельское поселение    | посёлок Янгельский     | 3                             | ↘1642            | 221,41        |

### Населённые пункты
В Агаповском районе 47 населённых пунктов.
| №  | Населённый пункт | Тип              | Население | Муниципальное образование        |
| -- | ---------------- | ---------------- | --------- | -------------------------------- |
| 1  | Аблязово         | посёлок          | ↘399      | Агаповское сельское поселение    |
| 2  | Агаповка         | село             | ↗6913     | Агаповское сельское поселение    |
| 3  | Алексеевский     | посёлок          | ↘293      | Магнитное сельское поселение     |
| 4  | Базарский        | посёлок          | ↘236      | Светлогорское сельское поселение |
| 5  | Ближний          | посёлок          | ↗154      | Буранное сельское поселение      |
| 6  | Буранная         | посёлок ж.д. ст. | ↗922      | Буранное сельское поселение      |
| 7  | Буранный         | посёлок          | ↗2980     | Буранное сельское поселение      |
| 8  | Верхнекизильское | село             | ↘689      | Приморское сельское поселение    |
| 9  | Воздвиженка      | посёлок          | ↗268      | Светлогорское сельское поселение |
| 10 | Вперёд           | посёлок          | ↘503      | Магнитное сельское поселение     |
| 11 | Горный           | посёлок          | ↗221      | Светлогорское сельское поселение |
| 12 | Гумбейка         | посёлок ж.д. ст. | ↘390      | Первомайское сельское поселение  |
| 13 | Гумбейский       | посёлок          | ↗576      | Агаповское сельское поселение    |
| 14 | Жёлтинский       | посёлок          | ↗1252     | Жёлтинское сельское поселение    |
| 15 | Заречный         | посёлок          | ↘43       | Буранное сельское поселение      |
| 16 | Зингейка         | посёлок          | ↗393      | Светлогорское сельское поселение |
| 17 | Кировский        | посёлок          | ↘244      | Магнитное сельское поселение     |
| 18 | Красноярский     | посёлок          | ↗233      | Буранное сельское поселение      |
| 19 | Магнитный        | посёлок          | ↘1320     | Магнитное сельское поселение     |
| 20 | Малиновка        | посёлок          | ↗450      | Первомайское сельское поселение  |
| 21 | Муравейник       | посёлок          | ↘285      | Жёлтинское сельское поселение    |
| 22 | Наваринка        | посёлок          | ↗810      | Первомайское сельское поселение  |
| 23 | Наровчатка       | посёлок          | ↗1843     | Наровчатское сельское поселение  |
| 24 | Новобуранное     | посёлок          | ↗381      | Буранное сельское поселение      |
| 25 | Новобурановка    | село             | ↗833      | Буранное сельское поселение      |
| 26 | Новоянгелька     | посёлок          | ↗626      | Янгельское сельское поселение    |
| 27 | Озёрный          | посёлок          | ↗499      | Буранное сельское поселение      |
| 28 | Первомайский     | посёлок          | ↘1330     | Первомайское сельское поселение  |
| 29 | Пещерная         | посёлок ж.д. ст. | ↘30       | Янгельское сельское поселение    |
| 30 | Приморский       | посёлок          | ↘2624     | Приморское сельское поселение    |
| 31 | Просторный       | посёлок          | ↘124      | Первомайское сельское поселение  |
| 32 | Ржавка           | посёлок          | ↘640      | Приморское сельское поселение    |
| 33 | Роднички         | посёлок о.п.     | ↘15       | Черниговское сельское поселение  |
| 34 | Светлогорск      | посёлок          | ↘915      | Светлогорское сельское поселение |
| 35 | Солодянка        | посёлок          | ↗420      | Буранное сельское поселение      |
| 36 | Субутак          | посёлок ж.д. ст. | ↘1108     | Магнитное сельское поселение     |
| 37 | Ташказган        | посёлок          | ↗293      | Светлогорское сельское поселение |
| 38 | Требиат          | посёлок          | ↘182      | Черниговское сельское поселение  |
| 39 | Урожайный        | посёлок          | ↗326      | Буранное сельское поселение      |
| 40 | Урпек            | посёлок          | ↘1        | Светлогорское сельское поселение |
| 41 | Утарка           | посёлок          | ↘138      | Светлогорское сельское поселение |
| 42 | Утренняя Заря    | посёлок          | ↘67       | Черниговское сельское поселение  |
| 43 | Харьковский      | посёлок          | ↘430      | Наровчатское сельское поселение  |
| 44 | Черниговский     | посёлок          | ↘912      | Черниговское сельское поселение  |
| 45 | Черноотрог       | посёлок          | ↘237      | Светлогорское сельское поселение |
| 46 | Южный            | посёлок          | ↘166      | Магнитное сельское поселение     |
| 47 | Янгельский       | посёлок          | ↘1417     | Янгельское сельское поселение    |

По состоянию на 1966 год в Агаповском районе было 62 населённых пунктов. Часть из них была упразднена впоследствии.
Упразднённые населенные пункты:
- 1966 г. — х. Солодянка;
- 1968 г. — Берёзки, Куйбас, Правобережная Крыловка;
- 1970 г. — Жергоин;
- 1974 г. — Нагайбаки, Пещерский;
- 1979 г. — Пыльное
- 1981 г. — Куйсак, Малый Куйбас;
- 1983 г. — Милицейский;
- 1984 г. — Светлый Колодец;
- 1985 г. — Московский;
- 1995 г. — Входное, Плодоягодный, Скляр
- 2004 г. — Безымянный, Приуральский, Радужный.

## Экономика

### Сельское хозяйство
В районе общая площадь сельскохозяйственных угодий составляет 220,6 тыс. га (94 % от общей площади земель по району), в том числе: площадь пашни составляет 147,8 тыс. га., из которых в обработке находится 140,9 тыс. га. Не используется 7 тыс. га. Посевная площадь составила 123,1 тыс. га, под пары отведено 17.8 тыс. га (15,7 %).
Среднегодовая численность рабочих занятых в сельскохозяйственном производстве составляет 546 человек, в том числе в сельскохозяйственных предприятиях и крестьянских (фермерских) хозяйствах с образованием юридического лица 452 человека из них, постоянных рабочих 336 чел., трактористов машинистов 79 чел., операторов машинного доения (доярки) 35 чел., скотники 24 чел., временных сезонных рабочих 28 чел., служащих 85 чел., из них, руководителей 26 чел., специалистов 54 чел., у индивидуальных предпринимателей трудится 94 человека, в том числе членов крестьянских (фермерских) хозяйств 47 чел., наёмных рабочих 47 чел. Среднегодовая заработная плата составляет 16 976 рублей.
Сельскохозяйственную деятельность в районе ведут 88 хозяйств, в том числе:
- сельскохозяйственных предприятий — 18;
- крестьянских (фермерских) хозяйств — 22;
- индивидуальных предпринимателей — 48.

Произведено в 2016 году зерна в весе после доработки 122,7 тысяч тонн при средней урожайности 14,6 ц/га, что составляет 98,3 % к уровню 2015 года, подсолнечника на зерно 3 395 тонн при средней урожайности 6,1 ц/га или 119,5 % к уровню 2015 года, льна масличного 2 367 тонн при средней урожайности 8,8 ц/га или 353 % к уровню 2015 года за счёт увеличения в 2 раза посевных площадей, картофеля 3 662 тонн при средней урожайности 79,6 ц/га или 66 % к уровню 2015 года в результате снижения на 122 га посевных площадей и урожайности с 96,2ц/га до 79,6 ц/га, овощей 4 449 тонн при средней урожайности 204 ц/га или 109,4 % к уровню 2015 года.

#### Сельскохозяйственные предприятия
ООО «Зингейка»,
ООО «ТК „Агаповский“»,
КХ Богомоловых,
КФХ К. Б. Карсакбаева.
Район граничит с Магнитогорским городским округом, поэтому одним из основных направлений экономики является производство продуктов питания для жителей города Магнитогорска.
Хранение и реализация зерновых осуществляется на Буранном элеваторе и ООО «МКХП» компании «Ситно». Молоко реализуется Магнитогорскому молочному комбинату компании «Российское молоко», реализация мяса осуществляется магнитогорским мясопереработчикам.
По данным газеты «Сельская жизнь», КФХ К. Б. Карсакбаева входило в тройку лучших аграриев страны.

## Здравоохранение
Медицинская помощь населению района оказывает Агаповская центральная районная больница, в состав которой входят поликлиника, дневной стационар, терапевтическое отделение, 6 офисов врача общей практики, 2 врачебные амбулатории, 30 фельдшерско-акушерских пунктов.
В 2016 году в районе работал 31 врач, средних медицинских работников — 148 чел., из них с высшей категорией — 18 чел., с первой категорией — 14 чел., со второй категорией — 3 чел.

## Образование
Образовательная система района состоит из 47 учреждений:
- 20 общеобразовательных учреждений, в том числе 13 средних школ, 3 основных и 4 начальных;
- 23 дошкольных образовательных учреждений;
- 3 учреждений дополнительного образования детей;
- 1 межшкольного методического центра.

## Памятники природы
На территории Агаповского района находятся 8 памятников природы: Аблязовские луга, урочище Белый камень, гора Воровская, Каменный лог у посёлка Зингейка, низовья реки Малый Кизил, где расположены карстовые водозаборы Магнитогорска, Журумбаевская долина. Уникальными природными объектами являются пещеры Авдотьинская и Южная.